# Giovanni Pietro Tencalla
Giovanni Pietro Tencalla (17. listopadu 1629, Bissone, nyní kanton Ticino – 6. března 1702, tamtéž) byl italsko-švýcarský architekt, v českých zemích známý především svým působením na Moravě ve službách olomouckých biskupů.
V letech 1656 až 1692 působil jako císařský stavitel ve Vídni. Po smrti Filiberta Lucchese se stal jeho nástupcem ve funkci dvorního stavitele.

## Dílo
Giovanni Pietro Tencalla pracoval nejdříve jako pravá ruka dvorního stavitele Filiberta Lucchese. K jeho nejdůležitějším pracím patří nástavba leopoldinského traktu vídeňského Hofburgu v letech 1672–1681, poničeného požárem. V letech 1685–1687 vypracoval pro císařského vrchního podkoního Filipa Zikmunda z Ditrichštejna plány pro stavbu dnešního Lobkovického paláce ve Vídni, který náleží k nejstarším vídeňským palácovým stavbám; po zničení v roce 1683 byla podle Tencallových plánů obnovena budova Theresiana (1687–1693). Také palác Esterházyů na vídeňské Wallnerstraße byl pravděpodobně postaven podle jeho plánů, pozbyl však své původní barokní podoby v průběhu 18. a 19. století.

### Realizace na Moravě
Tencalla působil velmi intenzivně i na Moravě. Rozsáhlé zakázky dostával od olomouckých biskupů, pro něž vystavěl četné významné stavby, např.:
- Olomouc a okolí:
  - arcibiskupský palác – postaven v raně barokním stylu v letech 1664–1674
  - kostel sv. Michala – v letech 1676–1703 zbarokizován původní kostel (spolu s Domenicem Martinellim)
  - klášter Hradisko u Olomouce – barokní přestavba v letech 1661–1750 (společně s Domenicem Martinellim)
  - bazilika Navštívení Panny Marie (Svatý Kopeček) – postavena v letech 1669–1679
- Kroměříž:
  - architektonická podoba Květné zahrady
  - Lichtenštejnský seminář
  - barokní přestavba zámku (společně s Filibertem Lucchese)
  - Židovská radnice v Kroměříži
- Holešov:
  - zámek v Holešově – dokončení barokní přestavby po smrti Filiberta Lucchese († 1666)
  - pravděpodobně též dokončení přestavby farního kostela
- Brno:
  - kostel Nanebevzetí P. Marie v Brně-Zábrdovicích (Židenicích) – postaven v letech 1661–1668
  - zámek v Brněnských Ivanovicích – postaven v letech 1682–1686
- Vyškov:
  - zámek – přestavěn v letech 1665–1682
  - kostel Nanebevzetí Panny Marie – v letech 1773–1789 barokizace gotické lodi
- Chropyně – zámek, přestavěný v letech 1701–1703
- Velehradský klášter – barokizace klášterní baziliky (1684–1689)
- Mírov – kostel svaté Markéty na hradě Mírově
- Příbor – piaristická kolej
- Stará Voda – poutní kostel sv. Jakuba Většího sv. Anny
- Prostějov – barokní lodžie Staré radnice
- Lipník nad Bečvou – barokní kaple sv. Josefa Kalasánského v klášterním kostele sv. Františka Serafinského
- Hvězdlice – dvoukřídlý jednopatrový barokní zámek vybudován v roce 1712
- Valtice - barokní úpravy zámku koncem 17. století[1]

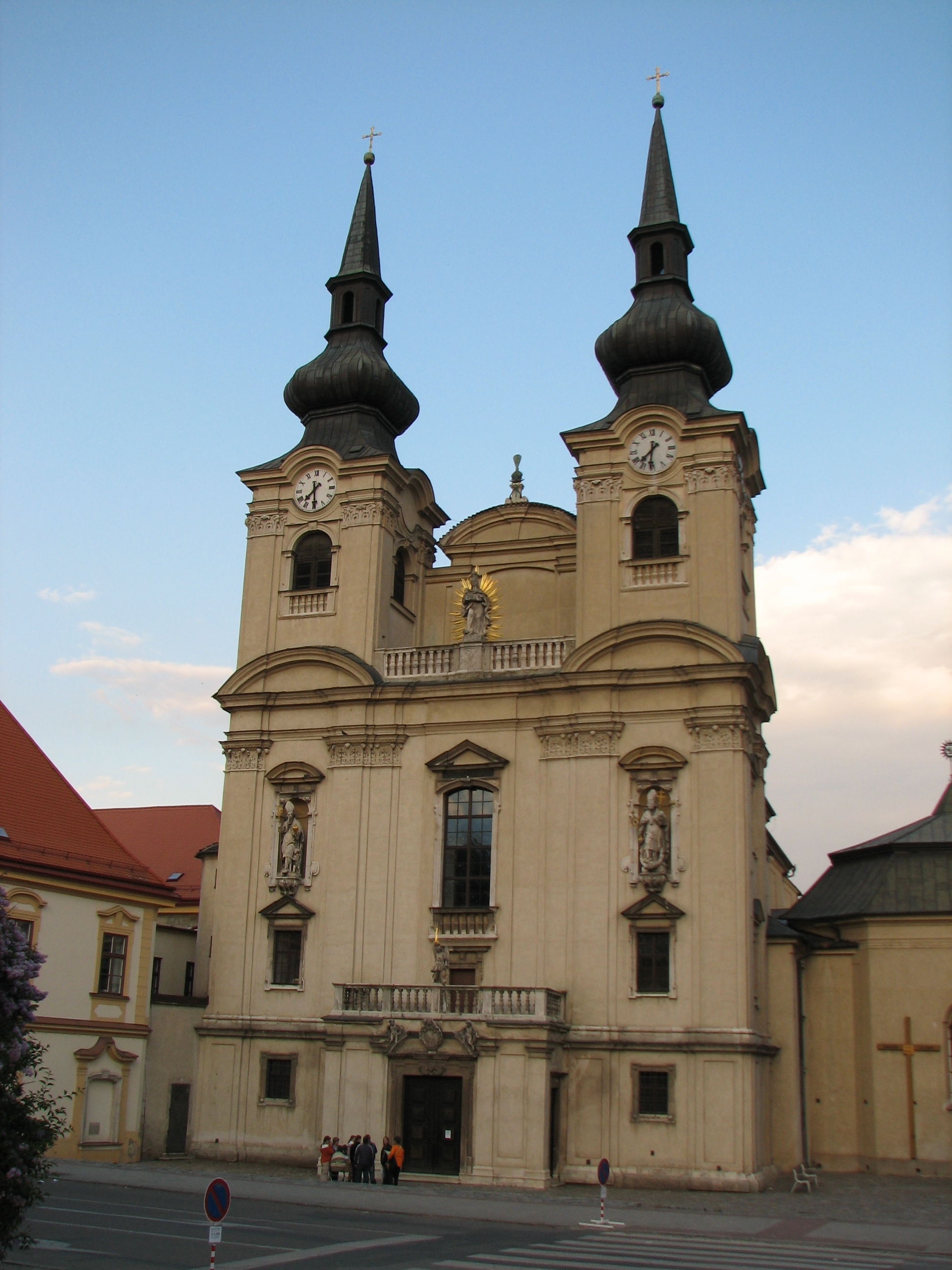
Kostel Nanebevzetí Panny Marie (Brno-Zábrdovice)
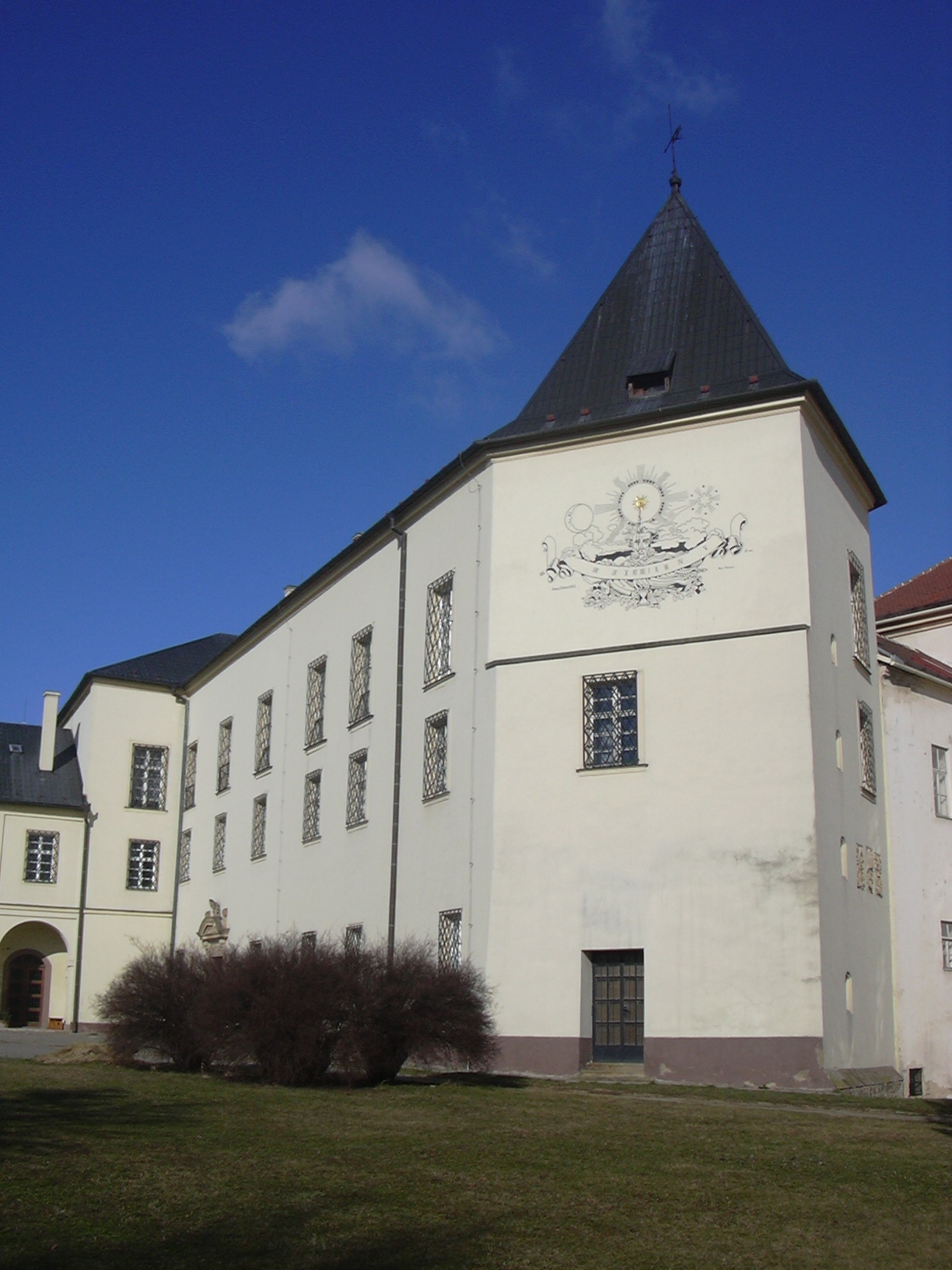
Vyškov (zámek)
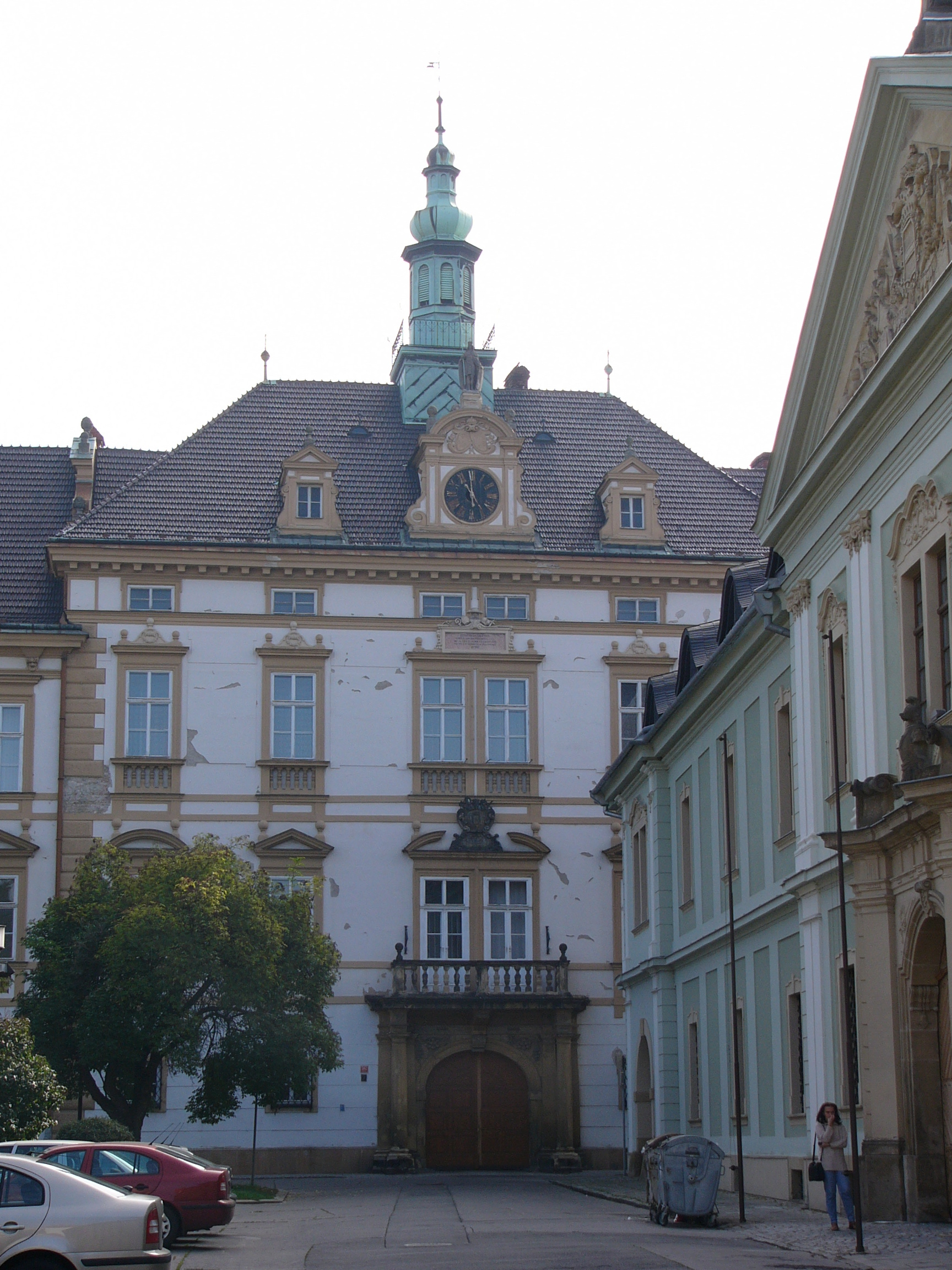
Arcibiskupský palác v Olomouci
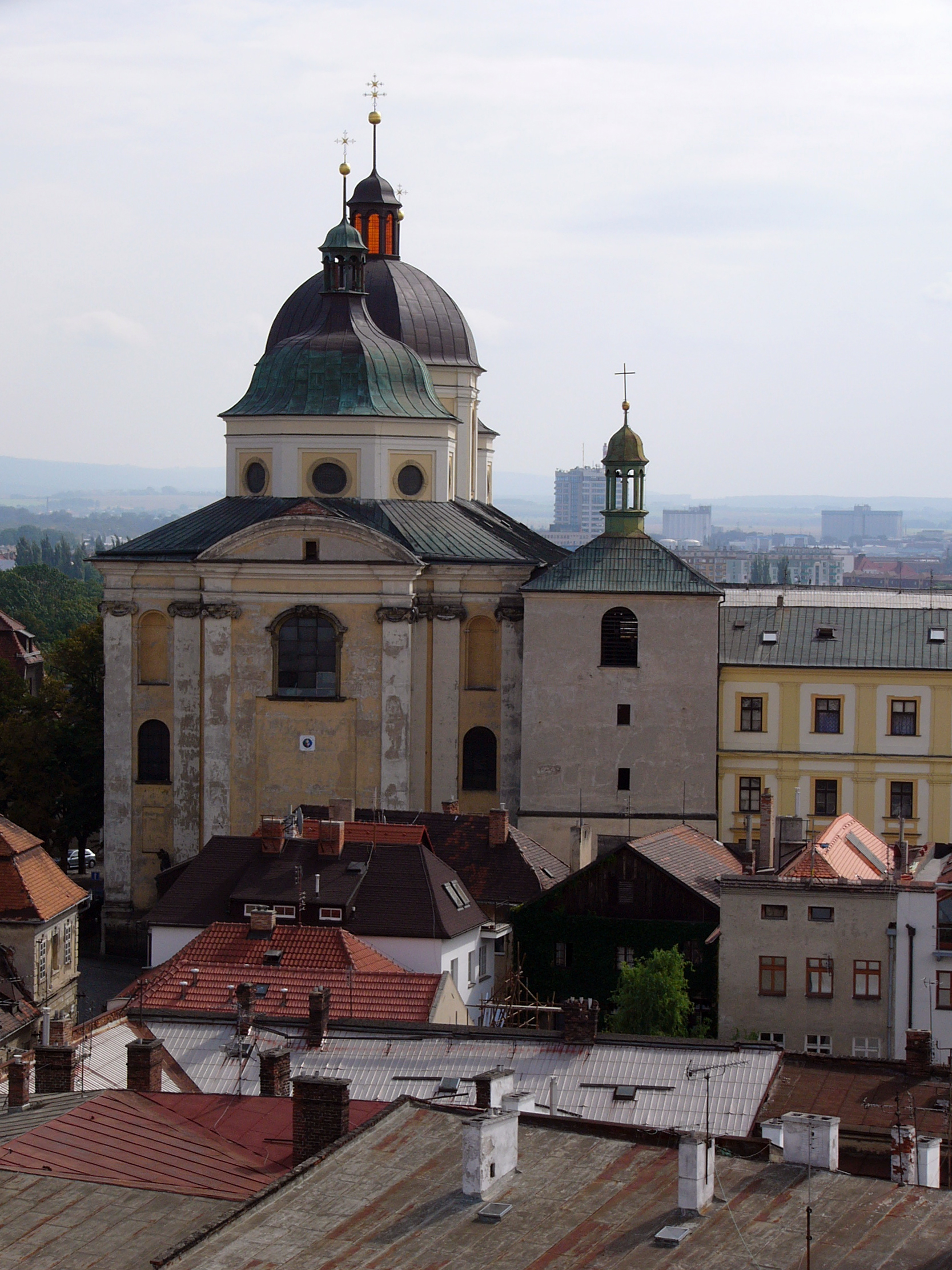
Kostel svatého Michala (Olomouc)
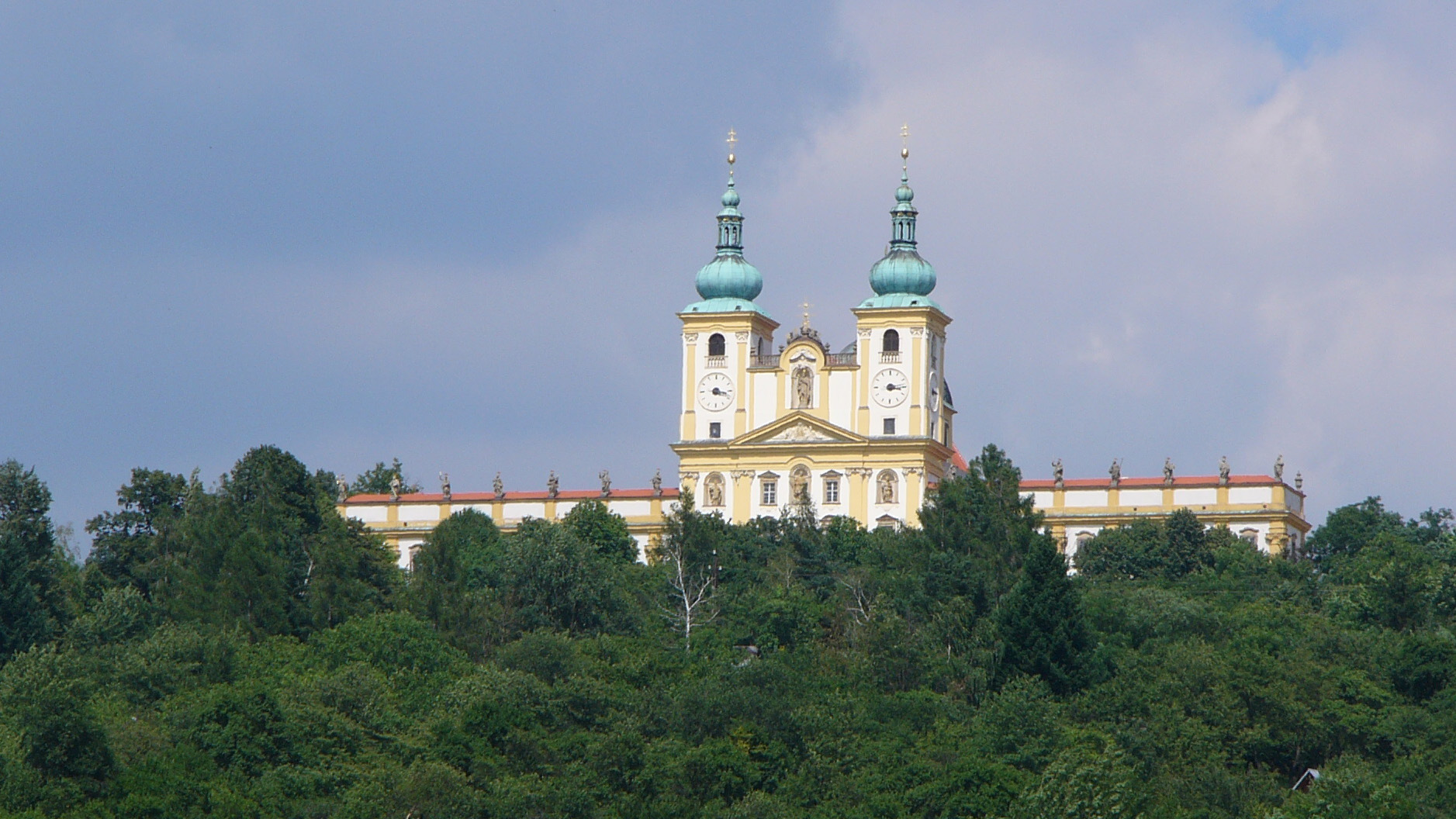
Bazilika Navštívení Panny Marie (Svatý Kopeček)
Zámek Chropyně
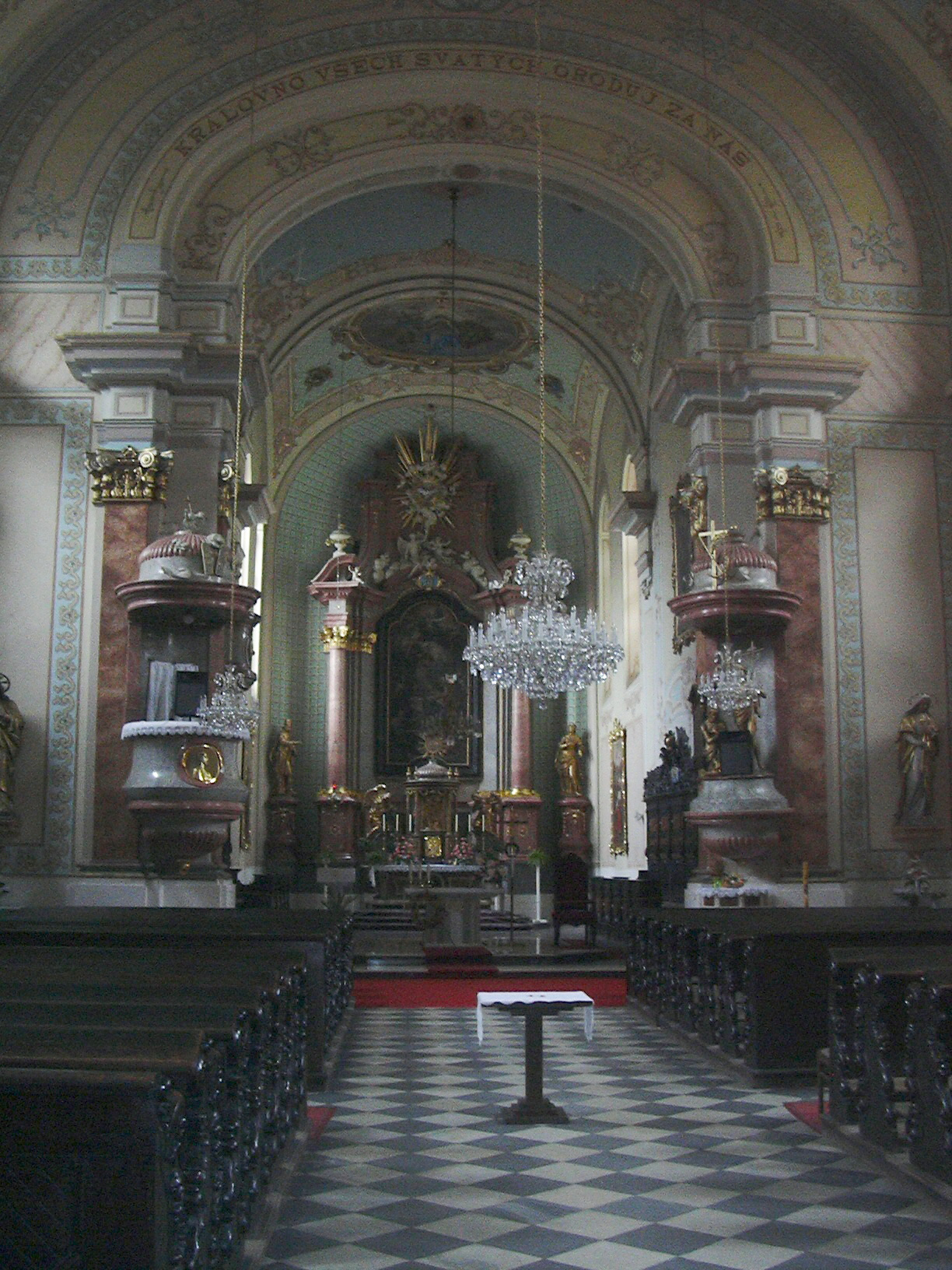
Kostel Nanebevzetí Panny Marie (Vyškov) – interiér
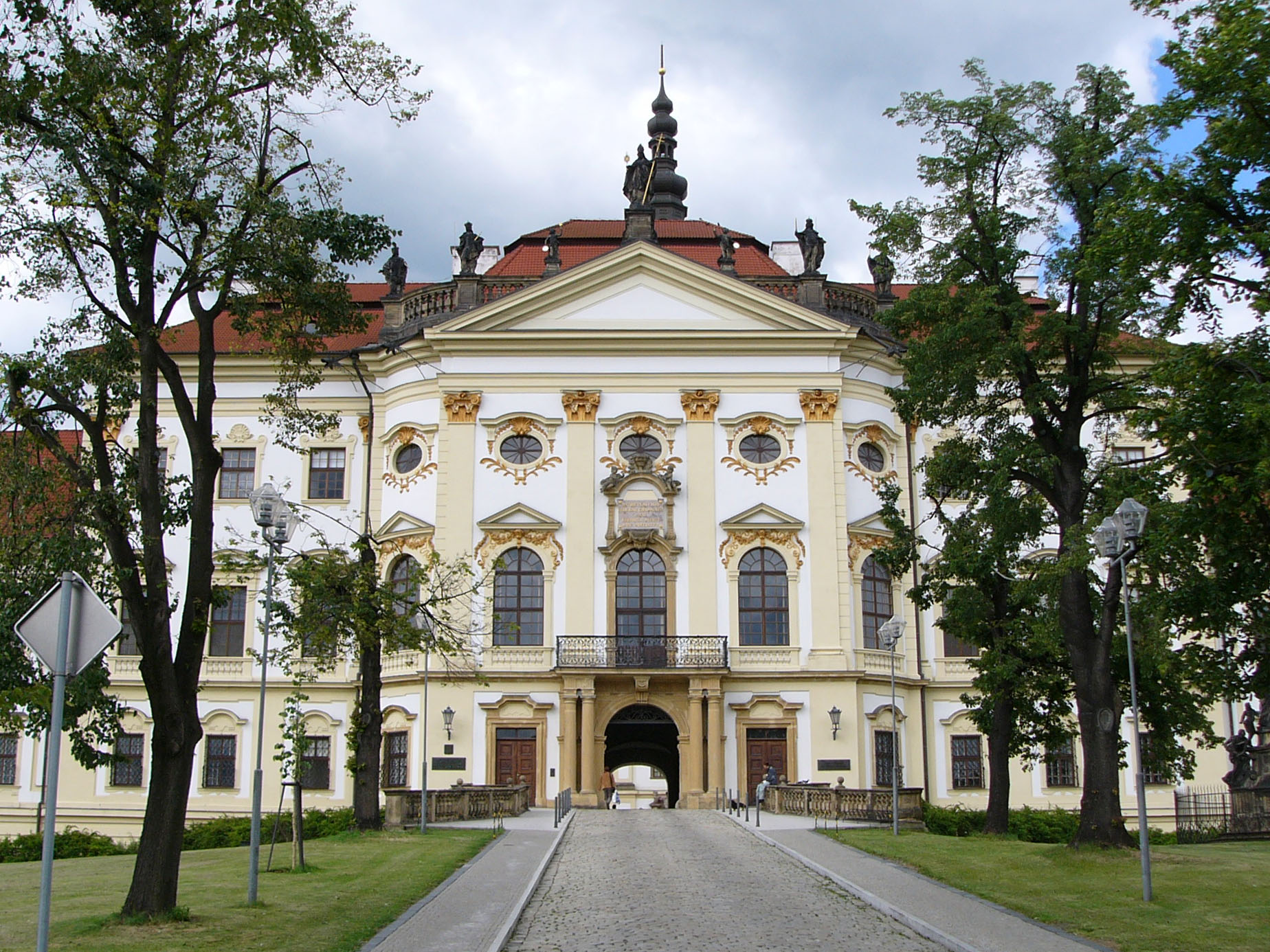
Klášter Hradisko
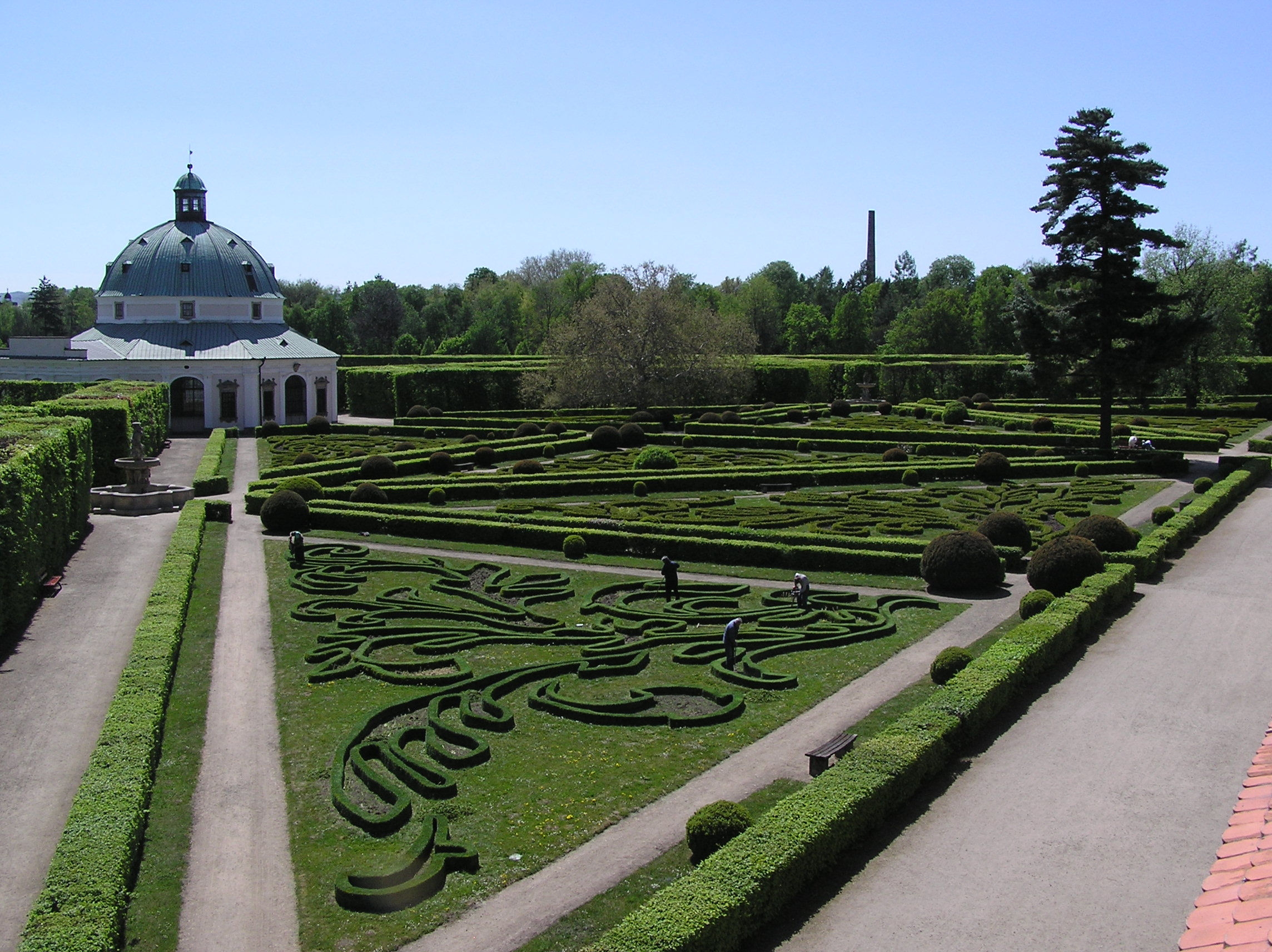
Květná zahrada v Kroměříži
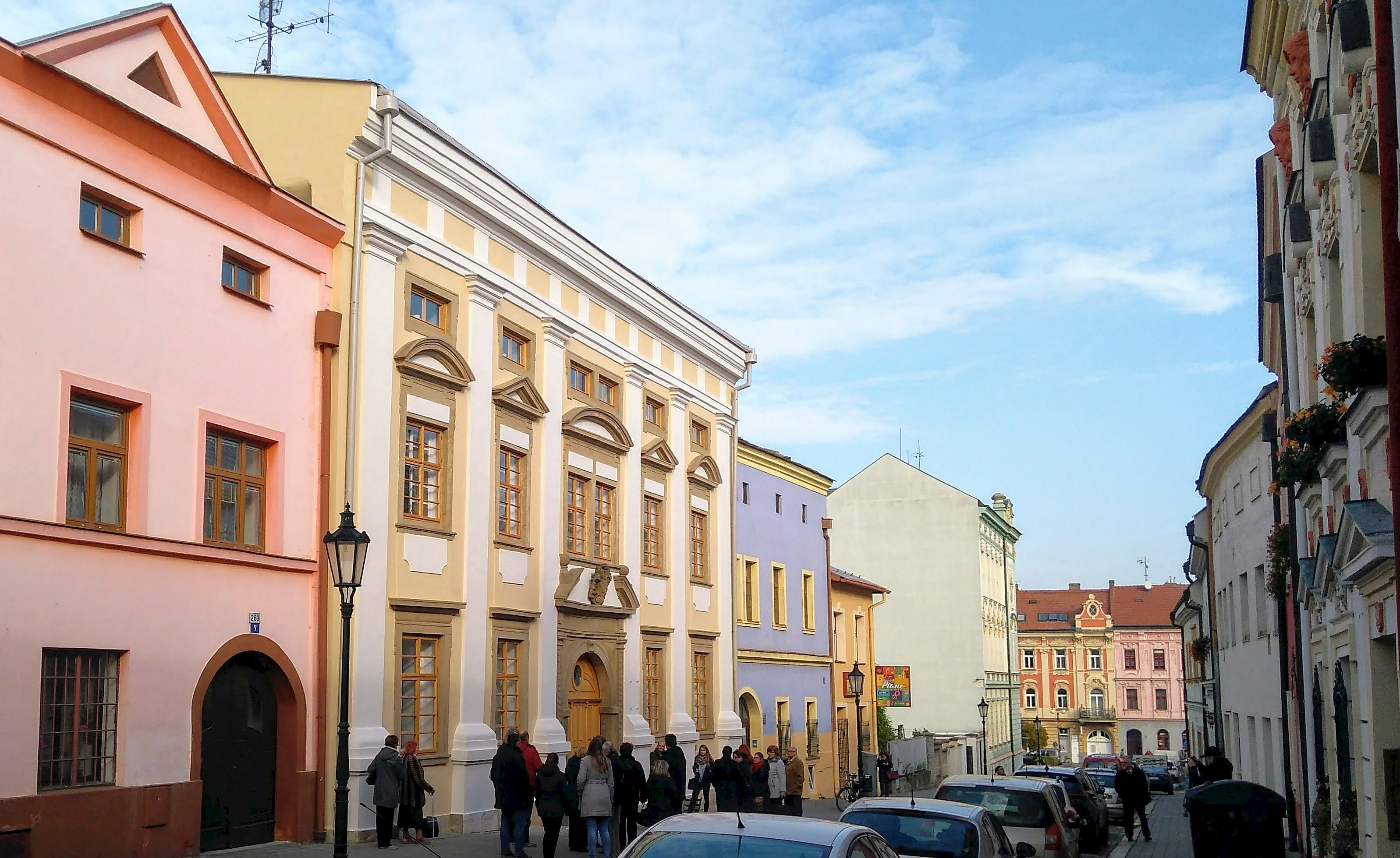
Židovská radnice v Kroměříži
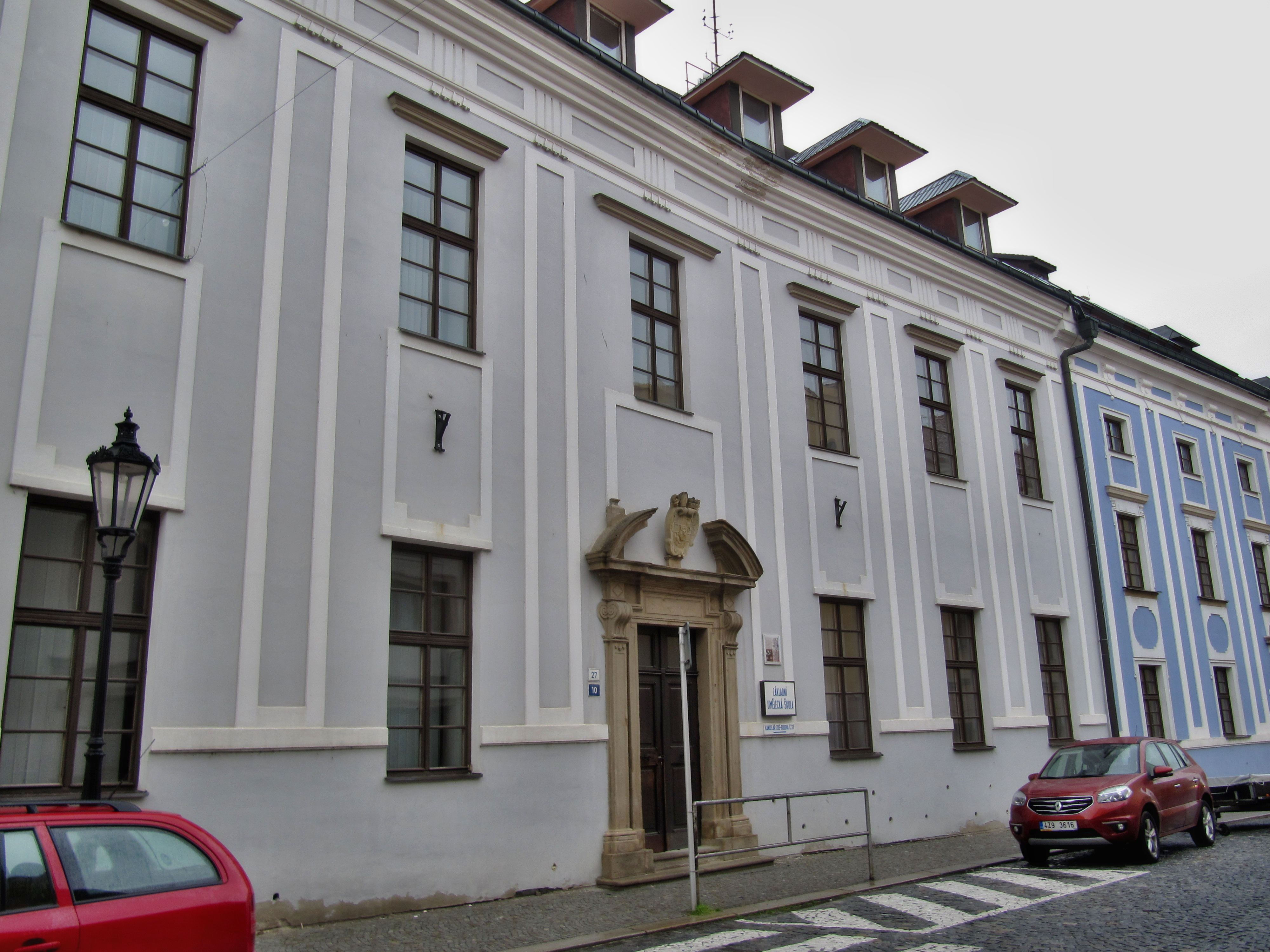
Lichtenštejnský seminář v Kroměříži
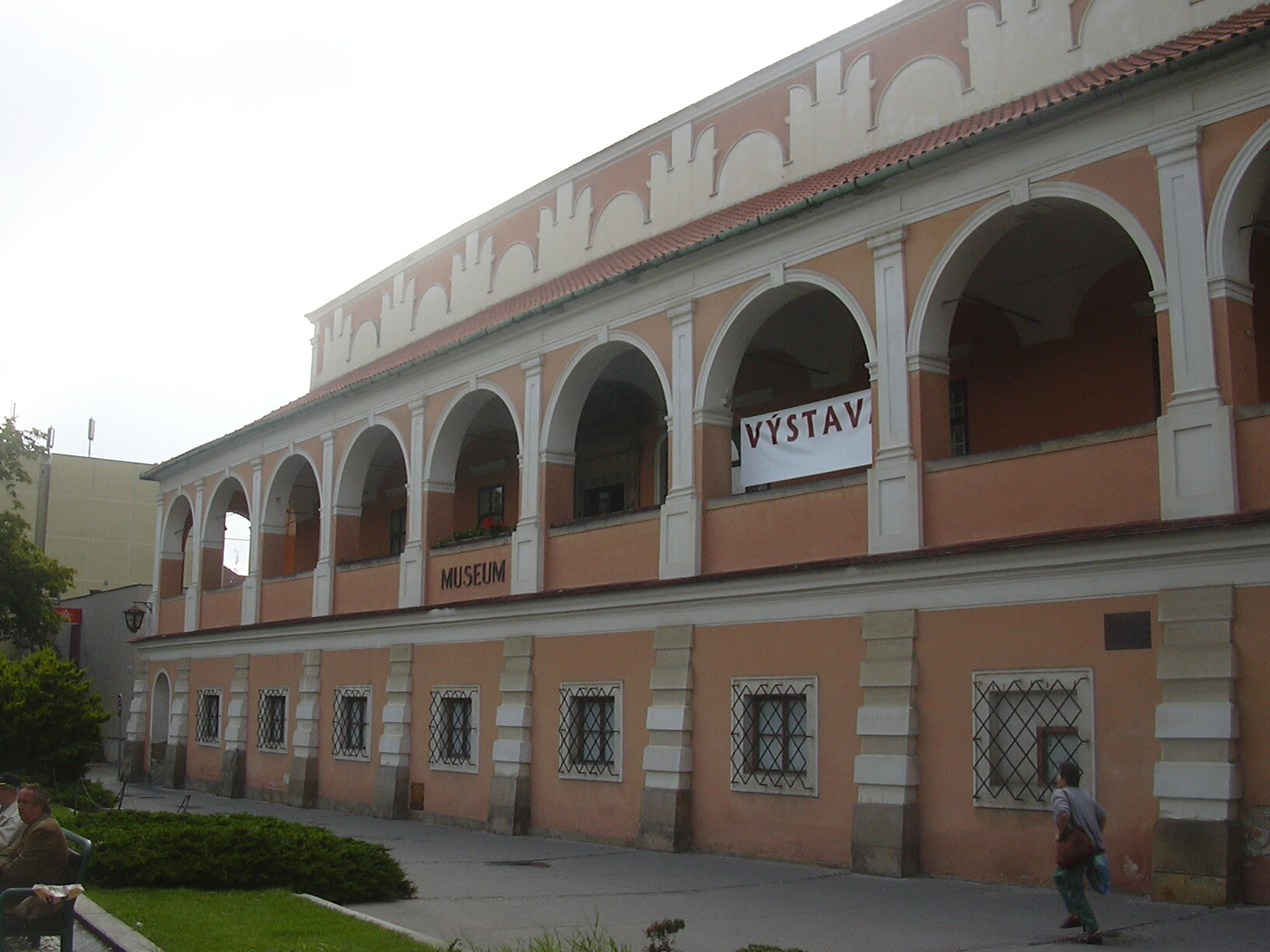
Barokní lodžie Staré radnice v Prostějově (pravděpodobně)
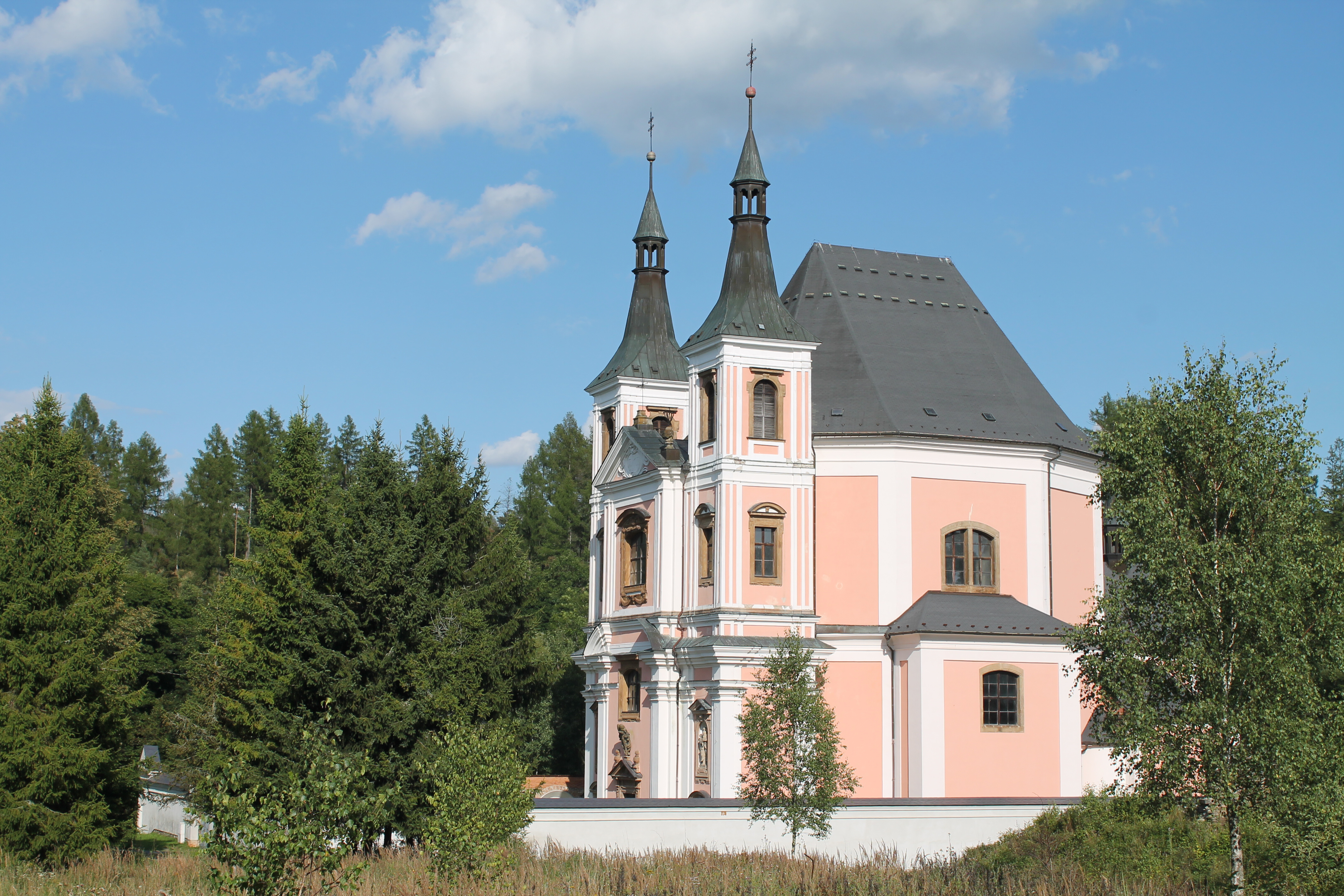
poutní kostel sv. Jakuba Většího a sv. Anny